# كليثوديم
كليثوديم (بالإنجليزية: Clethodim)‏ هو مركب عضوي، وهو أحد أعضاء عائلة سيكلوهكسانيديون من مبيدات الأعشاب، ويُستخدم لمكافحة الحشائش، وخاصة زوان خشن. على الرغم من أن العينات غير النقية تبدو صفراء، إلا أن المركب عديم اللون.